# Caroline Almekinders
Caroline Almekinders (1962) is een Nederlandse actrice en toneelregisseuse. Tevens is ze docent spel bij de ArtEZ Academie voor theater en dans Arnhem en het ArtEZ Conservatorium in Arnhem, Enschede en Zwolle.

## Rollen

### Televisie
- Keyzer & De Boer Advocaten als Atty Böggeman (episode Sexsomnia (2007), episode De eed (2006))
- Ernstige delicten als Conny Bergman (episode Wij hebben uw dochter (2002))
- Onderweg naar morgen als Sofie Mascini (onbekend aantal episodes, 1997-1998)
- Zwarte sneeuw als Laura Bender (episode 1.4, 1996) (Zwarte sneeuw is een NCRV-dramaserie waarin ook Tamar van den Dop, Tom Jansen en Ariane Schluter spelen)
- Coverstory als Yvonne van Es (episode 2.2, 1995)
- Bruin Goud (episode 7 Afscheid, 1994)

### Theater
- Andromache (2000) bij Theatergroep Teneeter onder regie van Koos Terpstra
- Oleanna (1994), met Peter Faber, geregisseerd door Lodewijk de Boer
- Oidipous (1996-1997) bij Toneelgroep De Appel